# ユネル・エスコバー
ユネル・エスコバー・アルメナレス（Yunel Escobar Almenanes, 1982年11月2日 - ）は、キューバ・ハバナ出身の元プロ野球選手（内野手、主に遊撃手）。右投右打。

## 経歴

### キューバ時代から亡命まで
2000-2001シーズンからキューバ国内リーグであるセリエ・ナシオナル・デ・ベイスボルのレオネス・デ・インダストリアレスに所属。
2004年10月にジュニアナショナルチームの仲間5人を含むキューバからの35人の脱出グループの一員としていかだでフロリダ半島に上陸し、アメリカ合衆国へ亡命した。

### ブレーブス時代
2005年6月8日のMLBドラフト2巡目（全体75位）でアトランタ・ブレーブスから指名を受け、契約金47万5000ドルで入団した。
2006年はシーズン通してマイナーリーグのAA級ミシシッピ・ブレーブスでプレーし、7月にオールスター・フューチャーズゲームの世界選抜に選ばれた。同年秋のアリゾナ・フォールリーグでは打率.407を記録し、首位打者のタイトルを獲得した。
2007年はAA級ミシシッピを経て、6月2日のシカゴ・カブス戦でメジャーデビュー。本職の遊撃手以外にも二塁手や三塁手としてもプレー。7月下旬以降は打率3割台をキープし、シーズントータルで94試合に出場し、打率.326・5本塁打・28打点をマークし、新人王の投票で6位に入った。2007年10月28日にブレーブスの正遊撃手だったエドガー・レンテリアがトレードで放出され、エスコバーは2008年から後釜の正遊撃手となった。
2009年は前のシーズンより成績を上げ、打率.299・14本塁打・76打点・OPS.812を記録した。
2010年は深刻な打撃不振に陥った。

### ブルージェイズ時代
2010年7月14日にアレックス・ゴンザレスら3人とのトレードで、ジョジョ・レイエスと共にトロント・ブルージェイズへ移籍した。ブレーブス時代に素行不良が伝えられていたエスコバーに対し、ブルージェイズは同じラテンアメリカ出身のホセ・バティスタを指南役に充てた。移籍後は打率.275とやや持ち直したが、トータルでは打率.256・4本塁打・OPS.696と自己最低の成績に終わった。シーズン終了後、年俸調停の権利を得たエスコバーは2011年1月18日に1年290万ドルで契約を延長した。	
2011年は本来の打撃を取り戻し、アメリカンリーグの遊撃手では最高の出塁率をマークした。球団はエスコバーの働きを高く評価し、6月19日に2013年まで2年1000万ドル（2015年までのオプションを含めると4年2000万ドル）で契約を延長した。
2012年は四球を選ぶ割合が低下し、シーズン途中で1番打者から外された。9月15日のボストン・レッドソックス戦で、スペイン語による同性愛者を中傷する『TUERE MARICON』（訳は「あなたはホモです」もしくは「あなたは女の子みたいだね」）という言葉が入ったアイブラックを着用して試合に出場していたため、ブルージェイズ球団から3試合（同年9月19日のダブルヘッダー及び20日のニューヨーク・ヤンキース3連戦）の出場停止処分を科された。エスコバーは「単なる冗談のつもりだったが、同じ過ちを二度と起こさない」と謝罪を表明、停止3試合分の給与はLGBT団体のユーキャンプレイとGLAADへ寄贈された。

### レイズ時代
2012年オフの11月13日にジョシュ・ジョンソン、ホセ・レイエス、マーク・バーリーら総勢11人が動く大型トレードでマイアミ・マーリンズへ移籍したが、このトレードで一緒に移籍してきた同じキューバからの亡命組である弟分のアデイニー・エチェバリアとレギュラー争いをしたくないとして、トレードを希望。その後、12月4日にデレク・ディートリックとのトレードで、タンパベイ・レイズへ移籍した。
2013年、移籍1年目のシーズンは自己最高の153試合に出場。打率.256・9本塁打・56打点・4盗塁という成績は、いずれも2012年とほぼ同等だったが、自己ベストの27二塁打を放った。11月2日にレイズが2014年シーズンの球団オプションを行使した。
2014年4月5日にレイズと総額1300万ドルの2年契約（2017年・700万ドルの球団オプション付き）に合意した。最終的に打率.258を記録、2012年から2年連続で打率が上昇したが、安打・本塁打・打点・出塁率・OPS等の主要打撃部門で軒並み数字を落とした。守備面でも、失策が7から16に増加し、全体的にやや低調なシーズンを送った。

### ナショナルズ時代
2015年1月10日にジョン・ジェイソ、ダニエル・ロバートソン、ブーグ・パウエルとのトレードで、ベン・ゾブリストと共にオークランド・アスレチックスへ移籍したが、1月14日にタイラー・クリッパードとのトレードでワシントン・ナショナルズへ移籍した。ナショナルズには不動の正遊撃手のイアン・デズモンドがいるため、三塁手としての出場に限られた。レギュラーの座をキープしたエスコバーは打撃面で好調を維持し、ナ・リーグ6位となる打率.314をマークした。しかし守備面では、不慣れな三塁で失策こそ7個に留めたが、DRSは -11だった。

### エンゼルス時代
2015年12月10日にマイケル・ブレイディ、トレバー・ゴットとのトレードで、金銭とともにロサンゼルス・エンゼルスに移籍した。
2016年はサードのレギュラーに抜擢され、132試合に出場。バッティング面では打率.304 (リーグ9位) ・5本塁打・39打点という好成績を残し、2年連続で.300超の打率をマークして巧打者ぶりを発揮した。課題の守備面では、129試合でリーグワースト2位の19失策・守備率.937・DRS - 11という成績に終わり、相変わらずの拙守だった。
2017年オフの11月2日にフリーエージェント(FA)となった。

## プレースタイル
1打席あたりの球数は2012年終了時点の通算で3.49で、多くのキューバ出身選手と同様に早打ち傾向にあるが、ストライクゾーン外の球に対するスイング率は通算23.0%という優れた選球眼を持ち合わせており（2011年は21.1%でボビー・アブレイユ、イアン・キンズラーに次ぐ両リーグ3位）、四球は安定して選べる。2011年からは1番打者として起用される事が多い。
遊撃手としてはMLB全体でもトップクラスの守備力を持ち、特に強肩が武器。2008年から2013年までの6年間の守備防御点（DRS）はこの期間の全遊撃手の中で最高の+49を記録している。しかし、2014年はショートとしてDRSが-24、UZRが-17.0を記録し、2014年の遊撃手中最低のDRSとUZRを残した。2015年はナショナルズに移籍しサードにコンバートするもDRSが-11、UZRは-7.7を記録している。

## 人物
キューバ出身MLB選手のブライアン・ペーニャは子供の頃からの親友。

## 詳細情報

### 年度別打撃成績
| 年 度     | 球 団     | 試 合 | 打 席 | 打 数 | 得 点 | 安 打 | 二 塁 打 | 三 塁 打 | 本 塁 打 | 塁 打 | 打 点 | 盗 塁 | 盗 塁 死 | 犠 打 | 犠 飛 | 四 球 | 敬 遠 | 死 球 | 三 振 | 併 殺 打 | 打 率 | 出 塁 率 | 長 打 率 | O P S |
| --------- | --------- | ----- | ----- | ----- | ----- | ----- | -------- | -------- | -------- | ----- | ----- | ----- | -------- | ----- | ----- | ----- | ----- | ----- | ----- | -------- | ----- | -------- | -------- | ----- |
| 2000-2001 | IND       | 62    | 150   | 128   | 19    | 34    | 3        | 1        | 1        | 42    | 16    | 4     | 0        | 0     | 2     | 18    | 0     | 2     | 29    | 6        | .266  | .360     | .328     | .688  |
| 2001-2002 | IND       | 56    | 67    | 58    | 14    | 20    | 3        | 0        | 1        | 26    | 6     | 0     | 2        | 3     | 1     | 4     | 0     | 1     | 8     | 1        | .345  | .391     | .448     | .839  |
| 2002-2003 | IND       | 25    | 82    | 63    | 16    | 20    | 3        | 0        | 2        | 29    | 12    | 1     | 1        | 1     | 0     | 18    | 0     | 0     | 17    | 1        | .317  | .469     | .460     | .929  |
| 2003-2004 | IND       | 57    | 214   | 168   | 24    | 42    | 5        | 1        | 2        | 55    | 14    | 4     | 1        | 6     | 2     | 30    | 0     | 8     | 32    | 9        | .250  | .385     | .327     | .712  |
| 2007      | ATL       | 94    | 355   | 319   | 54    | 104   | 25       | 0        | 5        | 144   | 28    | 5     | 3        | 2     | 2     | 27    | 1     | 5     | 44    | 6        | .326  | .385     | .451     | .837  |
| 2008      | ATL       | 136   | 587   | 514   | 71    | 148   | 24       | 2        | 10       | 206   | 60    | 2     | 5        | 7     | 2     | 59    | 4     | 5     | 62    | 24       | .288  | .366     | .401     | .766  |
| 2009      | ATL       | 141   | 604   | 528   | 89    | 158   | 26       | 2        | 14       | 230   | 76    | 5     | 4        | 7     | 2     | 57    | 3     | 10    | 62    | 21       | .299  | .377     | .436     | .812  |
| 2010      | ATL       | 75    | 301   | 261   | 28    | 62    | 12       | 0        | 0        | 74    | 19    | 5     | 1        | 2     | 0     | 37    | 1     | 1     | 31    | 9        | .238  | .334     | .284     | .618  |
| 2010      | TOR       | 60    | 266   | 236   | 32    | 65    | 7        | 0        | 4        | 84    | 16    | 1     | 1        | 7     | 0     | 19    | 0     | 4     | 26    | 9        | .275  | .340     | .356     | .696  |
| '10計     | TOR       | 135   | 567   | 497   | 60    | 127   | 19       | 0        | 4        | 158   | 35    | 6     | 2        | 9     | 0     | 56    | 1     | 5     | 57    | 18       | .256  | .337     | .318     | .655  |
| 2011      | TOR       | 133   | 590   | 513   | 77    | 149   | 24       | 3        | 11       | 212   | 48    | 3     | 3        | 5     | 5     | 61    | 1     | 6     | 70    | 14       | .290  | .369     | .413     | .782  |
| 2012      | TOR       | 145   | 608   | 558   | 58    | 141   | 22       | 1        | 9        | 192   | 51    | 5     | 1        | 7     | 4     | 35    | 1     | 4     | 70    | 21       | .253  | .300     | .344     | .644  |
| 2013      | TB        | 153   | 578   | 508   | 61    | 130   | 27       | 1        | 9        | 186   | 56    | 4     | 4        | 6     | 4     | 57    | 2     | 3     | 73    | 19       | .256  | .332     | .366     | .698  |
| 2014      | TB        | 137   | 529   | 476   | 33    | 123   | 18       | 0        | 7        | 162   | 39    | 1     | 1        | 4     | 2     | 43    | 3     | 4     | 60    | 15       | .258  | .324     | .340     | .664  |
| 2015      | WSH       | 139   | 591   | 535   | 75    | 168   | 25       | 1        | 9        | 222   | 56    | 2     | 2        | 1     | 2     | 45    | 0     | 8     | 70    | 24       | .314  | .375     | .415     | .790  |
| 2016      | LAA       | 132   | 567   | 517   | 68    | 157   | 28       | 1        | 5        | 202   | 39    | 0     | 3        | 3     | 4     | 40    | 0     | 3     | 67    | 21       | .304  | .355     | .391     | .745  |
| 2017      | LAA       | 89    | 381   | 350   | 43    | 96    | 20       | 1        | 7        | 139   | 31    | 1     | 4        | 0     | 0     | 29    | 0     | 2     | 51    | 15       | .274  | .333     | .397     | .730  |
| CNS：4年  | CNS：4年  | 200   | 513   | 417   | 73    | 116   | 14       | 2        | 6        | 152   | 48    | 9     | 4        | 10    | 5     | 70    | 0     | 11    | 86    | 17       | .278  | .392     | .365     | .756  |
| MLB：11年 | MLB：11年 | 1434  | 5957  | 5315  | 689   | 1501  | 258      | 12       | 90       | 2053  | 519   | 34    | 32       | 51    | 27    | 509   | 16    | 55    | 686   | 198      | .282  | .350     | .386     | .736  |

- 2017年度シーズン終了時
- 各年度の太字はリーグ最高
- キューバ時代の出典：[22]
- キューバで通常用いられる個人通算成績は、プレーオフや選抜リーグなども合算するため、この表の合計とは一致しない

### 背番号
- 19 (2007年 - 2010年途中)
- 5 (2010年途中 - 2012年、2015年)
- 11 (2013年 - 2014年)
- 6 (2016年 - 同年途中)
- 0 (2016年途中 - 2017年)